# ThunderCats (serie de televisión de 1985)
ThunderCats (conocida en España e Hispanoamérica como ThunderCats: Los felinos cósmicos) es una serie animada estadounidense de televisión que fue producida por Rankin/Bass Productions —misma que creó a los Halcones Galácticos, Los Tigres del Mar, esta última fue creada como parte de la serie de libros de historietas—. Fue estrenada el 23 de enero de 1985 y está basada en los personajes creados por Theodore Walter «Tobin» Wolf; dirigida por el japonés Katsuhito Akiyama. El escritor fue Leonard Starr. La serie sigue las aventuras de un grupo de felinos humanoides extraterrestres.

## Historia
La animación fue realizada por el estudio Pacific Animation Corporation (absorbida en 1989 por Walt Disney Animation Japan). Para lograr mayor interés de la audiencia y a pesar de que la serie es de origen estadounidense, se realizó una mezcla entre el estilo de dibujos estadounidenses (basados en la historieta tradicional) y el anime —estilo de animación japonés, basado en los manga que, por ese entonces, era algo aún muy novedoso en Estados Unidos, aunque bastante conocido en Hispanoamérica—. La primera temporada salió al aire en Estados Unidos el 23 de junio de 1985 y contó con 65 episodios; fue seguida por la película para televisión titulada: ThunderCats-Oh! en 1986. Las segunda, tercera y cuarta temporadas fueron emitidas en entregas de 20 episodios cada una, siendo los primeros una historia en cinco partes.
La serie fue distribuida originalmente por la entonces empresa matriz de Rankin/Bass Productions: Telepictures Corporation, que en 1986 se fusionaría con Lorimar Productions. En 1989, Lorimar-Telepictures fue comprada por y fusionada con Warner Bros., la cual eventualmente fue quien asumió la redifusión de la serie. A partir de ese instante, la Warner Bros. ha tenido los derechos de la serie (y de toda la programación de Lorimar-Telepictures).
También se realizaron varias publicaciones de libros de historietas: La versión de Marvel Comics de 1984 a 1988, y cinco series por WildStorm, un sello de la editorial DC Comics a partir de 2003. La ropa con el logotipo de ThunderCats y las cajas recopilatorias en formato DVD de la serie original, han gozado de un resurgimiento en los últimos años debido a la nostalgia de los seguidores que por aquella época eran niños.
El 7 de junio de 2007 se anunció que Jaro Aurelio estaría haciendo un largometraje de animación por computadora de los ThunderCats, basado en un guion escrito por Paul Sopocy. En octubre de 2007 el semanario estadounidense Variety reveló que Jerry O'Flaherty, director del arte en los juegos de video, había firmado para dirigirla. La película está siendo producida por Spring Creek Productions. Originalmente, su lanzamiento fue fechado para el verano de 2010, pero desde entonces se ha informado que la película está en espera. Además la línea conceptual de la película se ha filtrado en Internet.
En junio de 2010 un comunicado de prensa reveló que una nueva serie animada de Warner Bros. Animation estaba en producción para Cartoon Network con animación realizada por la empresa japonesa Studio 4 °C. La serie comenzó con un estreno de una hora de duración en Cartoon Network (Estados Unidos) el 29 de julio de 2011 y en Hispanoamérica se estrenó el 30 de abril de 2012, recibiendo críticas muy positivas con elogios a la animación y a la historia. No se ha anunciado una segunda temporada después de la primera. Además, se informó que la serie se encuentra en el limbo.

## Argumento
ThunderCats: Los felinos cósmicos sigue las aventuras del equipo de héroes los ThunderCats, que es un grupo de felinos humanoides extraterrestres, muy avanzados tecnológicamente pero involucran al misticismo y a fuerzas sobrenaturales,  llegando a vivir en un planeta azul que ellos llamaron Tercer Planeta. La trama de la serie inicia en Thundera un planeta a punto de explotar, lo que obliga a los ThunderCats, la casta más alta de nobles thunderianos, a huir de su planeta natal, en donde vivían en paz y sin necesidad del uso de ropa ni de armas especiales, en una flota de naves espaciales.
La flota es atacada por los enemigos de los thunderianos, los mutantes del planeta Plun-Darr, que destruyen a la totalidad de las naves de la flota, excepto a la Nave Comando pues tienen la esperanza de capturar a la legendaria y mística Espada del Augurio, que saben, se encuentra a bordo de ésta. La espada tiene incrustado a su empuñadura el Ojo de Thundera, la fuente de poder de los ThunderCats, además permite «ver más allá de lo evidente» al observar a través de sus aberturas. A pesar de que los mutantes dañan a la Nave Comando y logran abordar, el poder del Ojo de Thundera los repele. El daño al sistema de navegación de la nave implica que el viaje a su destino original no es posible, así que se ven obligados a viajar a un planeta azul —escogido por su compatibilidad atmosférica con Thundera— de un pequeño y débil sol en una galaxia a muchos años luz de distancia, lo que llevará mucho más tiempo del que se había previsto. El sabio anciano Jaga se ofrece voluntariamente para pilotar la nave mientras los otros duermen en cápsulas de animación suspendida, sin embargo, muere de vejez durante el viaje no sin antes asegurarse de que la Nave Comando va a llegar a su destino con seguridad. La nave transporta al niño León-O, señor de los ThunderCats y a Chitara, Pantro, Tigro, los chicos Felina y Felino, y Snarf.
Cuando los ThunderCats despiertan de su animación suspendida en el Tercer Planeta —llamado así por ser el tercero desde el sol—, León-O descubre que su cápsula de suspensión ha ralentizado su envejecimiento pero no lo detuvo y ahora es un niño en el cuerpo de un adulto. Con la ayuda de los amistosos habitantes del Tercer Planeta: los Berbils de goma (osos pequeños y robóticos, liderados por Cu-Berbil), los ThunderCats construyen el Cubil Felino, el nuevo domicilio y cuartel general de los ThunderCats. Sin embargo, los Mutantes han rastreado a la Nave Comando hasta el Tecer Planeta y llegan momentos después de los ThunderCats pero aterrizan de emergencia cerca de una pirámide. La intrusión de estas dos razas alienígenas sobre ese mundo no pasa desapercibida, ya que un hechicero demoníaco momificado, que se hace llamar Mumm-Ra: «el inmortal» es quien da la bienvenida a los Mutantes y los recluta para ayudarle en su campaña para obtener el Ojo de Thundera y destruir a los ThunderCats y extender su dominio sobre el Tercer Planeta.

## Aspectos de la serie

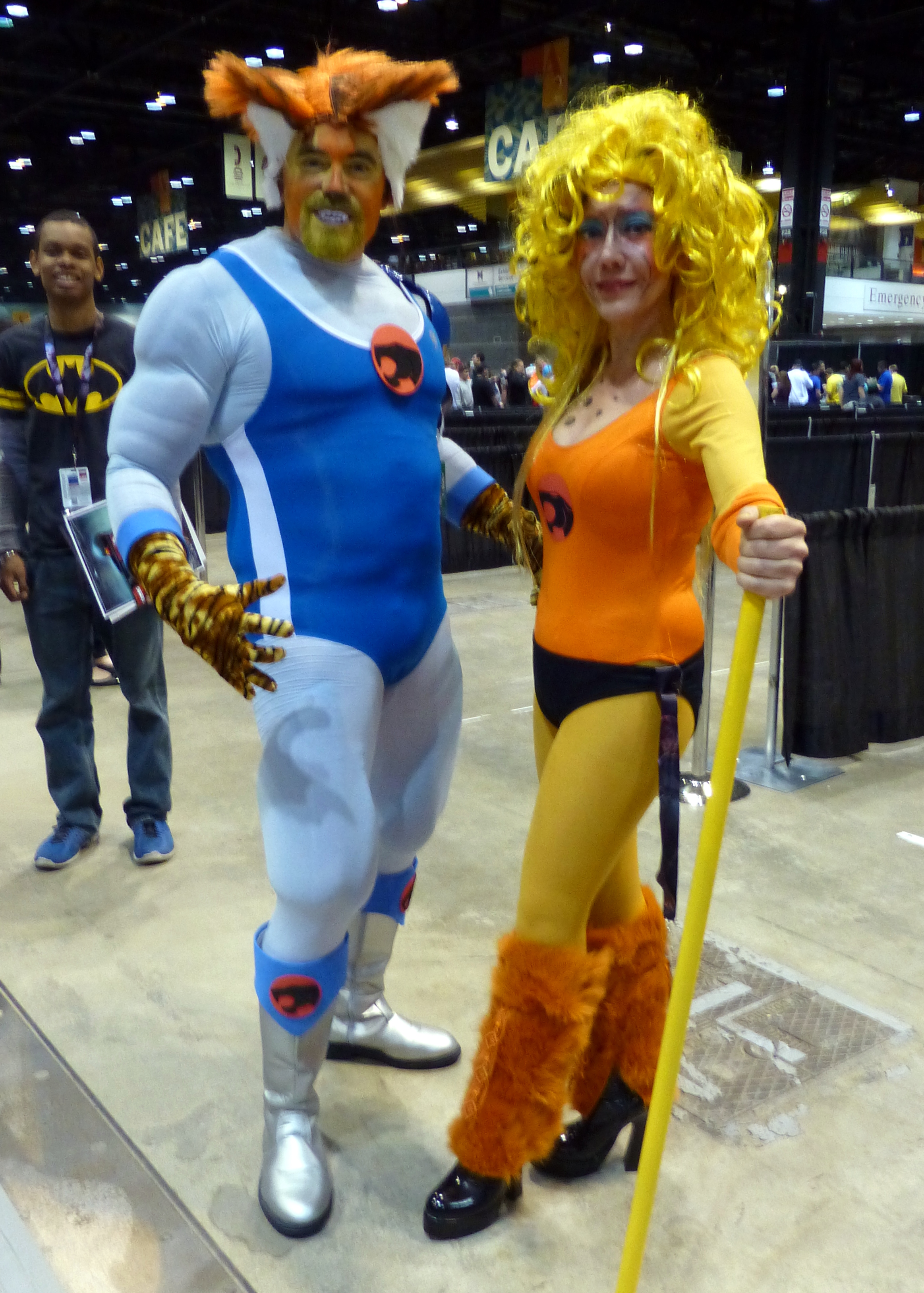
Cosplay de Tygro y Cheetara

De acuerdo con el primer fascículo de la historieta impresa por Wildstorm Los orígenes de los ThunderCats: Héroes y Enemigos (ThunderCats Origins: Heroes and Villains), el Tercer Planeta es en realidad el nuestro pero en el futuro. Mumm-Ra es originario del antiguo Egipto, donde por primera vez se esclavizó a los Antiguos espíritus del mal a cambio de sus tremendos poderes, la inmortalidad y de todo el conocimiento del universo. Él es, aparentemente, responsable de la destrucción de la raza humana después de liberarse de la cámara funeraria de la Pirámide de Ónix, dentro de la cual el hijo de un faraón le había encerrado.
Como algunas otras series de la década de 1980, ThunderCats tenía una estructura simple pero atrayente. Ofrecía largas batallas entre el bien (ThunderCats) y el mal (Mutantes y Mumm-Ra) situándolos en un ambiente que combinaba alta tecnología y combate cuerpo a cuerpo. Los ThunderCats eran diferentes tipos de felino-humanoides; mientras que los Mutantes eran otras especies animales también humanoides etiquetados como criaturas maléficas y un tanto oscuras.

## Personajes principales
A continuación se hará una breve descripción de los personajes protagonistas y antagonistas principales y se nombrarán a los actores de voz y a los actores del doblaje de la versión original estadounidense al castellano:

### Protagonistas (los ThunderCats)
| Personaje       | Descripción |
| --------------- | --- |
| Jaga            | También conocido como Jaga: «el Sabio»; está inspirado en el Jaguar. Este anciano guerrero es considerado por León-O como el Caballero Ilustrísimo o Sabio de los ThunderCats. Consejero y protector de la familia del Señor León-O, Jaga empuñó la Espada del Augurio distinguiéndose en combate como un luchador formidable. Después de que Claudus fue cegado, Jaga se convirtió en el principal guardián del Ojo de Thundera, de la Espada del Augurio, y del Tesoro de Thundera. Fue él que reunió a los príncipes de los ThunderCats para escoltar a León-O y al Ojo de Thundera hacia lugar seguro. Sin embargo, no sobrevivió al viaje hacia el Tercer Planeta ya que se sacrifica para salvar a los ThunderCats, mientras los demás dormían en animación suspendida. Es por ello que Jaga muere de viejo. No obstante, Jaga vuelve a aparecer en el Tercer Planeta como un fantasma —al principio, solo es visto por León-O— para guiarlo en sus lecciones y aventuras. A veces, aparece delante de los otros ThunderCats como cuando se enfrenta al fantasma de Grune «el Destructor» o cuando los ThunderCats necesitan rescatar a alguno de sus compañeros thunderianos. Jaga reencarna en la serie original en el episodio 22 «La prisión austral», donde es atrapado en otra dimensión, lo que provocó que León-O viajase hasta allí para rescatarlo de la prisión en la que lo tenía un malvado habitante de dicha dimensión. Su destino como una entidad viva nunca se supo, pero su forma espiritual continuó apareciendo a lo largo de la serie. |
| León-O          | León-O es el líder y el heredero del título de «Amo y Señor de los ThunderCats» y está inspirado en el león. También es el portador de la legendaria Espada del Augurio, que es capaz de disparar rayos de energía y permite a León-O ver a través de enormes distancias gracias al poder de «ver más allá de lo evidente»; portador de la «Garra», un guante escudo que lanza desde sus zarpas unas luces que resguñan. Al momento de la explosión de «Thundera» era un niño de doce años de edad pero crece hasta la edad adulta durante el viaje al «Tercer Planeta» porque su cápsula de suspensión no evita su envejecimiento. Aunque astuto y hábil, él es un niño en el cuerpo de un hombre que, a lo largo de la serie, tiene que aprender lo que se necesita para convertirse en un verdadero líder y ganar la verdadera madurez. |
| Tigro           | Es un guerrero firme y equilibrado inspirado en el tigre y en la integridad, es el arquitecto y científico de los ThunderCats. En ausencia de León-O es el segundo al mando y es a quien León-O acude en busca de consejo. Es el autor del diseño de todas las estructuras de los ThunderCats en el Tercer Planeta: El Cubil Felino y la Torre de los Augurios. Con su «poder mental» logra proyectar ilusiones psíquicas en las mentes de otros —aunque lo utilizó poco, pues le quita mucha energía—, poder que usa en el episodio «Prueba del poder mental» de la cuarta jornada de la serie La unción de León-O. Sin embargo, ejerce gran presión sobre León-O. Su arma es el bololátigo (un látigo que termina en tres esferas), con el que puede hacerse invisible. Siempre fue el más callado, cohibido y tímido de los ThunderCats. La velocidad y agilidad le convierten en un peleador óptimo. |
| Cheetara        | Es una guerrera, inspirada en el guepardo. Ella es la única ThunderCat femenina adulta hasta la posterior aparición de Pumara. Es tan hermosa como valiente y cariñosa. A menudo es la voz de la razón, también es portadora de un incipiente «sexto sentido» que le permite detectar cuando se acerca algo peligroso o si es el mal lo que se aproxima. Esta sensación premonitoria, que Chitara considera como una maldición, también le permite tener visiones —ya sea involuntaria o voluntariamente al forzarse a tenerlas— sin embargo el uso de este poder la deja muy débil, llegando a requerir días para recuperar su fuerza. Tiene una velocidad increíble, tanto corriendo —como se ve en el capítulo 5 «Cuestión de tiempo» de la primera temporada, cuando rescata a Tigro de la caverna del tiempo, tardando solo un segundo en salir—; como en combate, pudiendo mantener esta velocidad solo por períodos breves. Su arma preferida es un bastón bo que puede aumentar o disminuir su longitud. Cuando no está en uso, permanece unido a su brazalete izquierdo. Según lo revelado en las historietas, además de ser la más bonita de los ThunderCats, Chitara es de lejos la mejor nadadora de entre ellos. De hecho, solo a ella no le importa mojarse de vez en cuando, por lo menos en una ocasión, ella comentó: «Yo nunca entenderé por qué a los otros gatos no les gusta el agua». Sentimentalmente, Chitara pasa a través de una relación complicada con Pantro porque ese tiempo fue capturada por los mutantes, hecho que los distanció notablemente; poco después fue con Tigro con el que dio inicio a una relación estable y con el tiempo se convierten en pareja y tienen 2 hijos quienes son los nuevos thundercachorros del grupo, sus nombres son WilyCub y WilyCat (nombre que se le da en honor al thundercachorro original, que se pensaba que había muerto, WilyKat) |
| Panthro         | Es el segundo en importancia como noble y guerrero después de Jaga; está inspirado en la pantera. A pesar de que es el guerrero más completo de entre los ThunderCats, pues es físicamente más fuerte y hábil en combate, haciendo uso de su conocimiento en artes marciales como de su fuerza física. Además posee una mente brillante, por lo que se desempeña como el jefe mecánico, ingeniero y piloto de los ThunderCats. Con la ayuda de Tigro, construye todos los vehículos que los ThunderCats utilizan en el Tercer Planeta: el Tanque felino entre otros. Pantro es un ThunderCat complejo: por un lado tiene una gran pasión y amor por la familia y la vida; tiene una risa contagiosa y un buen sentido del humor. Por otro lado, es un guerrero frío como la roca. Se guía por el código del guerrero ThunderCats. El orgullo, la excelencia y la lealtad son los sellos que lo distinguen. Debido a su apasionamiento, pierde la paciencia fácilmente con los demás ThunderCats. En el campo de batalla, sin embargo, él es frío, calmado y sereno. Debido a esto, Pantro se ha ganado el respeto tanto de sus amigos como de sus enemigos, quienes respetan al líder pero le temen a la pantera. En combate, utiliza un par de nunchaku muy distanciados entre sí y que tienen forma de garra felina, los que albergan varios compuestos químicos pulverizados y diversos objetos, tales como esferas que usa contra los enemigos. Los picos en sus bandas pectorales pueden ser utilizados como armas arrojadizas o como líneas para rapel, también se hace mención de su temor por los murciélagos que lo único a lo que le teme. |
| Felino y Felina | Son hermanos gemelos, Felino (WilyKat) es el mayor y Felina (WilyKit) es la más joven, ambos están inspirados en el lince rojo (o gato montés de Norteamérica), son llamados los «ThunderCachorros» por los otros ThunderCats, pese a que son mayores que León-O. Son revoltosos y, como León-O, también tienen lecciones que aprender mientras viven en el Tercer Planeta. Utilizan trucos y trampas para combatir a sus enemigos. Felina es la más aventurera y Felino el menos precavido. Felina también parece ser la más ágil y, a veces, usa el ataque rodante contra sus enemigos. La destreza de ambos es el uso de sus «tablas espaciales» (aparatos voladores especialmente diseñados que tienen forma de tablas de surf) que pueden llevarlos a través de largas distancias. Cada uno utiliza cápsulas especiales, esferas y otras armas de distracción que llevan en las bolsas que llevan atadas a sus cinturones. A veces utilizan hondas para disparar las esferas contra los Mutantes y otros enemigos. También llevan reatas, con las que pueden enredar y atrapar a los enemigos o usar para salir de peligros. En el primer episodio parecían ser un poco mayores que León-O, pero como sus cápsulas de animación suspendida no se dañaron no envejecieron como pasó con León-O. En la película solo aparece Felina y es interpretada por Alice Callahan |
| El Viejo Snarf  | Snarf, llamado Osberto (nombre que odia). Snarf fue el niñero y protector de León-O durante su infancia, está inspirado en un gato doméstico. Después de que León-O creció dejó de requerir su paternal protección y cuidados. Snarf es muy fiel a León-O y a los otros ThunderCats. Cuando está en apuros sale de ellos con rapidez al idear planes y tomar las medidas necesarias. A pesar de su edad, puede seguir el paso de los demás. No es un hábil luchador o innato guerrero, sin embargo es muy ágil —presume de poder superar a cualquiera como mediocampista o jugando a patear el tarro—. Puede comunicarse con los animales del Tercer Planeta para lograr su ayuda en sus tareas. Una vez engañó a los Antiguos Espíritus del Mal para que le diesen un transformador y así convertirse en un ser llamado Snarf-Ra. |

#### Thunderianos
Se hace la distinción entre los Thunderianos, gentilicio genérico para los habitantes de Thundera, y los Thundercats quienes son guerreros integrantes de las familias nobles y la realeza del planeta. Los tres thunderianos que aparecen al inicio se niegan a ser llamados thundercats ya que no pertenecen a alguna familia noble a pesar de que poseen habilidades y poderes que los ponen a la misma altura que estos.
Linx-O
Linx-O es su nombre en los otros idiomas.
Su primera aparición es en la película para televisión. Es el más viejo del trío, se basa en el lince. Lynx-O se salvó de ver la destrucción de su planeta natal por un cruel giro del destino: una ráfaga de fuego lo cegó momentos antes de que él y sus dos compañeros más jóvenes pudieran llegar a la Astronave Real de los ThunderCats, sus párpados permanecen cerrados para denotar su ceguera. Debido a esta lesión, Lynx-O ha tenido que adaptarse para sobrevivir en el Tercer Planeta perfeccionando sus otros sentidos a niveles sobrehumanos. Su sentido del tacto, el olfato, el gusto y el oído están muy por encima de las de los otros ThunderCats, y esto le da un tipo de «sexto sentido», aunque no es como el de Chitara. Aunque ciego, Lynx-O sigue siendo un luchador formidable. Su sentido del tacto le permite encontrar los puntos de presión en el cuerpo de un enemigo para eliminarle el equilibrio o aturdirlo. También puede sentir las vibraciones, lo que le permite evadir ataques y capturas, y puede usar un reflector sónico como arma de combate. Su mayor habilidad viene en la utilización de un «tablero braille» especial —un dispositivo que le permite traducir la información procedente de los sistemas de sensores en el interior de la Torre del Augurio—, que le permite ver en la profundidad del Lado Oscuro. Este mismo dispositivo también le permite pilotar el avión Garra Felina a través del Valle de la Niebla cuando los ThunderCats necesitan encontrar un camino a través del Lado Oscuro.
En la serie original es Doug Preis quien dobla a Linx-O. El doblaje de este personaje en castellano fue hecho por Ricardo Lezama.
Pumara
Pumyra es su nombre en los otros idiomas.
Su primera aparición es en la película para televisión. Es una de las thundereanas hembra junto con Chitara y Felina. Esta joven thundereana se basa en el puma, es una talentosa sanadora y médica. Usa sus conocimientos en medicina thundereana y la amplia gama de suministros medicinales que se encuentran en el Tercer Planeta para ayudar a sanar y curar a sus compañeros ThunderCats. Su naturaleza compasiva se presta para ofrecer una perspectiva alternativa a la solución de problemas o conflictos sin pelear: con compromiso y comprensión. Posiblemente es la ThunderCat tanto o más ágil que los ThunderCachorros o Tigro, Pumara tiene una capacidad increíble para saltar —es capaz de hacerlo mucho más alto que Tigro o los ThunderCachorros—. También puede realizar cortos y explosivos saltos (cual relámpago que brinca de un lugar a otro). En combate, utiliza un látigo especial similar a la cola de un gato, que puede usar como una honda antigua para lanzar unas esferas especiales de diferentes tamaños. Las apariciones de Pumara disminuyeron gradualmente después de su presencia en las dos primeras películas. El único episodio que se centró en Pumara fue el capítulo 16 «El cinturón de Mumm-Rana» de la (segunda temporada), donde ayuda a recuperar el mencionado cinturón después de haber sido robado por Luna. En el episodio «¡Regreso a Thundera! Episodio número cuatro» de la cuarta temporada (la última) ella y Tigro se quedan en el Tercer Planeta con el fin de seguir protegiéndolo del peligro.
En la serie original es Gerrianne Raphael quien dobla a Pumara. El doblaje de este personaje en castellano fue hecho por Alejandra Vegar.
BenGalí
BenGali es su nombre en todos los idiomas, sin embargo en español se acentúa en la última sílaba.
Su primera aparición es en la película para televisión. Es uno de los más jóvenes del trío de thunderianos, llamado así por el tigre blanco de Bengala. Este guerrero es un herrero tan hábil como su padre. Este talento resulta de gran utilidad luego de que la Espada del Augurio se rompe por segunda vez. Rápido y ágil como Tigro quien le dice «hermano», pero no está claro si comparten un cierto vínculo familiar o si el saludo es solo una expresión de cariño, ya que los nuevos personajes llaman repetidamente a los primeros ThenderCats de la serie como «Nobles» y se refieren a sí mismos como «thunderianos» a secas. Otra posibilidad es que debido a que ambos son tigres, uno pertenezca al clan Ben-Gal que pueden ser primos del clan Tigro, y que el clan Tigro sea perteneciente a la nobleza, mientras que el Ben-Gal no lo sea. En combate, BenGalí utiliza un arma llamada el Martillo de Thundera —que también usa para los trabajos de herrería— el cual dispara ráfagas de energía y lleva cápsulas de humo ocultas en el asa, con las que causa confusión y así da espacio para la retirada de combate.
En la serie original es Peter Newman quien dobla a BenGalí. El doblaje de este personaje en castellano fue hecho por Roberto Carrillo.

### Antagonistas

#### Mum-Ra
Mum-ra su nombre en la versión en español y Mumm-Ra es su nombre en todos los demás idiomas.
Es el Antagonista principal de la serie originalmente, es jefe de los antagonistas y el enemigo más poderoso de los ThunderCats. Sacerdote infernal, autoproclamado «el que no muere» y «el inmortal» del Tercer Planeta, tiene poderes de hechicero y una vida aparentemente eterna. Sin embargo, no es más que un siervo de los Antiguos Espíritus del Mal que le proporcionan sus enormes poderes y la inmortalidad para continuar en su empeño de extender sus dominios a lo largo y ancho del Tercer Planeta.
Reside en la Pirámide de Ónix en medio de las ruinas de lo que parece ser una civilización del antiguo Egipto, su forma natural es la de una momia decaída y debilitada, por lo que debe regresar a su sarcófago de piedra para reponer su energía. Puede transformarse en una forma mucho más vigorosa y muscular al recitar el conjuro: «Antiguos Espíritus del Mal, transformen este cuerpo decadente en Mumm-Ra... ¡el inmortal!». Ya en esta forma, adquiere enormes poderes místicos, pudiendo lanzar hechizos, encantamientos, rayos de energía, etc. para enfrentarse a sus enemigos. Posee la habilidad de alterar su apariencia física en una variedad de formas para engañarlos.
Aparentemente invencible en cualquiera de sus formas, sin embargo Mumm-Ra tiene una debilidad: no puede ver su reflejo pues huye despavorido hacia la Pirámide de Ónix en su forma habitual de momia escuálida y se encierra en su sarcófago. No obstante, al comienzo de la segunda temporada, los Antiguos Espíritus del Mal anulan esta deficiencia. Mumm-Ra es un maestro del engaño, y utilizará cualquier medio necesario para combatir contra las fuerzas del bien. En episodios posteriores, las estatuas de los Antiguos Espíritus del Mal bajan de sus pedestales y extienden sus brazos sobre él para dotar a Mumm-Ra con sus poderes.
Usa su magia en varias ocasiones para crear disfraces y engañar a los ThunderCats. Entre estas se encuentran: Diamondfly (en el episodio «La reina de ocho patas»), Gregory Gregion («Esa basura que brilla»), Silky («El jardín de las delicias»), Netherwitch («La Prisión Astral»), y Pumm-Ra (en el episodio homónimo). En una ocasión tomó la forma del Rey Arturo para obtener la mágica y legendaria espada Excalibur y la usó contra la Espada del Augurio. Consigue la Espada de Plun-Darr (causante de la destrucción del planeta nativo de los Thundercats, Thundera) y la suele utilizar como arma contra los Thundercats.
En algunos episodios, Mumm-Ra tiene una forma aún más poderosa, mucho más que la Mumm-Ra «el Inmortal», llamada Mumm-Ra «el Todopoderoso». En esta manifestación, absorbe todos los poderes de los Antiguos Espíritus del Mal y se torna superior en tamaño y fuerza. Cambia el patrón de diseño de la tela de su taparrabos, como también su voz. Esta forma solo se ve en tres episodios. En otras transformaciones, invoca a los Antiguos Espíritus del Mal para que lo transformen en Mumm-Ra «el Amo de los Sueños», así es capaz de entrar en los sueños e influir en sus adversarios en una suerte de control mental.
Este personaje es tenido como inmortal; cuando es derrotado, vuelve a su sarcófago y se recupera; su cuerpo destruido será completamente restaurado gracias a esta eterna sentencia: «Mientras el mal exista, ¡Mumm-Ra vivirá!».
En la serie original es Earl Hammond quien dobla a Mumm-Ra. El doblaje de este personaje en castellano fue hecho por Antonio Monsell.

#### Mutantes
Son los primeros antagonistas en hacer aparición en la serie. Procedentes del extinto planeta Plun-Darr. Son los enemigos más persistentes de los thunderianos. Su objetivo es arrebatar el Ojo de Thundera que se encuentra incrustado en la Espada del Augurio. Más adelante en la serie, se revela que los eventos que se derivan de su fracasada invasión a Thundera, en última instancia, condujeron a la destrucción de ese planeta. No satisfechos al ver como los thunderianos perdían su planeta natal, los Mutantes persiguien a los sobrevivientes en sus naves espaciales con el objetivo de eliminar por completo la flota thundereana y por poco logran destruir a los pocos que escapan del planeta moribudo. Abordan la Nave Comado (que transportaba a los nobles ThunderCats: Jaga «el Sabio», y al joven León-O), para tratar de capturar el Ojo de Thundera. Fueron repelidos por su poder y se retiraron para luego encontrar a la Nave Comando estrellada en el Tercer Planeta. Fue aquí que Mumm-Ra atrae con su poder a la nave de los mutantes; estos se ven obligados a cumplir con las exigencias de Mumm-Ra una vez que él hunde su nave bajo las arenas del desierto. A pesar de que mostraron una incompetencia extraordinaria, que era característica de la mayoría de los antagonistas de historietas, los Mutantes lograron construir su propia fortaleza, a la que llamaron Castillo Plun-Darr ya que no podían regresar a su planeta natal. Rescatan algo de su equipo de la nave derribada y con ello construyen varias armas y vehículos que utilizan en el Tercer Planeta, como por ejemplo: los Voladores, el Anfibio, etc.
Hay una incongruencia en el número de mutantes que había en el Tercer Planeta, en algunos episodios tenían un pequeño ejército vigilando Castillo Plun-Darr; pero en la mayoría de los episodios, solo Reptilio, Mandrilok, Chacalom y Buitro —este último apareció poco después de los primeros episodios, ya que no estaba presente durante el ataque contra la Nave Comando thunderiana—. Más tarde se les uniría Ratar-O, como general temporal del ejército mutante, poseía armas mágicas y era, la más de las veces, más competente que los principales cuatro mutantes, a pesar de que tuvo tan poco éxito contra los ThunderCats como los otros mutantes.
Reptilio
S-S-Slithe es su nombre en la versión en inglés, Escamoso en la versión brasileña, Schleim en la versión alemana y Krolor en la versión francesa.
Es el tiránico líder de los reptiles, pertenece a la raza de hombres-reptil. Aunque no es un ser complejo o de notoria inteligencia, su astucia e intuición son sus mayores virtudes. Dominante e impaciente, Reptilio debe intimidar a los otros Mutantes para que ejecuten sus planes. A diferencia de Chacalom y Mandrilok —estos dos son similares a los demás de sus respectivas especies—, Reptilio se destaca de otros hombres-reptil, debido a su oído y como versátil constructor. Conduce el Nosediver. Durante el inicio de su carrera, Reptilio fue el cocinero de Ratar-O, lo que hace que tenga un paladar exigente.
En la serie original es Bob McFadden quien dobla a Reptilio. El doblaje de este personaje en castellano fue hecho por Eduardo Fonseca.
Mandrilok
Monkian es su nombre en la versión en inglés, Simiano en la versión brasileña, Affenmann en la versión alemana y Gorior en la versión francesa.
Mandrilok es un furtivo y pésimo espía; el irritable líder de los Simianos, una raza de hombres-simios. A menudo desempeña el cargo de explorador de los Mutantes, y suele ser el primero en huir del peligro. En combate Mandrilok utiliza su látigo y escudo que dispara proyectiles. Él pilota uno de los SkyCutters.
En la serie original es Peter Newman quien dobla a Mandrilok. El doblaje de este personaje en castellano fue hecho por Macrosfilio Amílcar.
Chacalom
Jackalman su nombre en la versión en inglés, Chacal en la versión brasileña, Schackal en la versión alemana y Shakal en la versión francesa.
Chacalom es un cauteloso y desconfiado que lidera a la raza de hombres-chacales. A pesar de que toma cualquier ventaja que se le presente, a menudo se alía con Reptilio para no ser el chivo expiatorio cuando los planes fallan. Él también pilota un SkyCutter, Su edad es de 15 años.
En la serie original es Larry Kenney quien dobla a Chacalom. El doblaje de este personaje en castellano fue hecho por Ángel Casarín.
Buitro
Vultureman es su nombre en la versión en inglés y en francés, Abutre en la versión brasileña, Geiermann en la versión alemana.
Es un mañoso hombre-buitre, que se desempeña como jefe de invenciones y mecánico «sábelo todo» para los Mutantes. Sus habilidades en mecánica y en ciencia lo hacen indispensable. Cuando sus inventos y máquinas no cumplen con las expectativas de Reptilio, este no le culpa o le amonesta. Como corresponde a un científico, Buitro es curioso y de mente abierta, al contrario de sus pares más bárbaricos. Avanzada la serie, decide trabajar para su propio beneficio, aceptando ofertas de Mumm-Ra. Él pilota una máquina voladora con forma de buitre, lleva un arma similar a una ballesta, y más tarde los comanda el Mutank y el cañón de Thundrainium. A diferencia de los otros Mutantes, Buitro no aparece en el primer episodio de la serie, pero en una retrospectiva se ve que trabajó con Reptilio el año anterior.
En la serie original es Earl Hammond quien dobla a Buitro. El doblaje de este personaje en castellano fue hecho por César Árias durante varios episodios.

#### Ma-Mutt
Ma-Mutt es su nombre en todos los idiomas.
Es un bulldog demoníaco y la mascota de Mumm-Ra. Aunque es incapaz de hablar debido a su fisiología canina, parece ser un ente sapiente, poseedor de una inteligencia casi humana. Tiene la capacidad de volar, también puede aumentar de tamaño y fortaleza.

#### Antiguos Espíritus del Mal
Los Antiguos Espíritus del Mal son cuatro espíritus oscuros convocados por Mumm-Ra, que representan a la maldad pura. Son la fuente de los poderes de Mumm-Ra y sus eternos amos y señores. Se comunican con él a través de una caldera y de unas estatuas gigantes, mitad hombre mitad bestia: jabalí, buitre, cocodrilo y buey. Proporcionan a Mumm-Ra una fuente de conocimiento de los acontecimientos antiguos o místicos. Sin embargo, son incapaces de interactuar con el mundo físico exterior a la Pirámide de Ónix y por lo tanto deben confiar en Mumm-Ra (u otros seres) para servir como médium de su poder y propagar así su influencia al mundo exterior.
En la serie original es Earle Hyman quien dobla a los Antiguos Espíritus del Mal.

#### Lunataks
Provenientes de las lunas de Plun-Darr, los Lunataks son seres viles que una vez fueron temidos criminales en la antigüedad. Viven en el Lado Oscuro, una región volcánica en el lado lejano de la montaña Roca de Fuego. Fueron encerrados en roca fundida por Mumm-Ra cuando intentaron tomar el control del Tercer Planeta. Mumm-Ra se ve obligado a liberarlos con la condición de que trabajen para él y luchen contra los ThunderCats. Los Lunataks conforman la Tercera Columna con sede en el Lado Oscuro, donde construyen una fortaleza flotante llamada Lunatumba, desde donde salen para atacar a sus enemigos. Sus integrantes son:
Luna
Una bruja enana que es la líder y estratega en jefe de los Lunataks. Debido a su pequeña estatura, es llevada y protegida por Amok, su siervo. Cruel y cáustica, Luna en un momento recuperó el cinturón mágico, una vez usado por su abuela la reina Luna y utilizó su poder para crecer y recuperar la movilidad, pero volvió a su tamaño cuando el cinturón fue destruido.
Amok
Leal sirviente de Luna y su guardaespaldas que también es su principal medio de transporte. Un descomunal, demonio con forma de bulldog con una capacidad muy limitada para hablar, Amok es fuerte y rápido, pero también lo suficientemente astuto como para vengarse de Luna por abandonarlo cuando se recupera de la pérdida del Cinturón Mágico de la reina Luna. Tiene una debilidad innata por los caramelos siendo capaz de abandonar a Luna para comerlos.
Alluro
Una criatura de aspecto vampirezco con una personalidad empalagosa y traicionera. Alluro es un maestro en: el engaño, juegos mentales y en guerra psicológica. Él no es un guerrero, pero usa una poderosa arma llamada Psique-Club para inmovilizar a sus enemigos. La bola de cristal que arroja desde el Psique-Club concentra sus energías mentales en un enemigo, lo que le permite manipular sus mentes con ilusiones o para obligarles a hacer su voluntad. A diferencia de los otros Lunatak, no se explica el cómo o por qué Alluro obtiene sus poderes o su pasado.
Tug Mug
Un Lunatak de una de las lunas de Plun-Darr con mayor gravedad, por lo que resulta extremadamente poderoso en la gravedad menor del Tercer Planeta. Puede usar sus tres piernas para saltar a grandes distancias, y su fuerza es tan impresionante que en una ocasión rompió la hoja de la Espada del Augurio con sus manos (que más tarde fue reparada por BenGalí). Combativo por naturaleza, debido a la menor gravedad del Tercer Planeta puede usar el «Fusil Gravitacional» en batalla, cuyos rayos gravedad puede hacer de un ser u objeto tan ligero como el aire o tan pesado como roca.
Chilla
Esta Lunatak de la Luna de Hielo de Plun-Darr tiene control sobre la temperatura al expulsar su aliento soplando para congelar el aire alrededor de un objetivo en cuestión de segundos, o puede calentar los objetos y seres gracias a sus rayos de calor (tanto ópticos como de las manos) para incitar a las llamas o incinerarles. Tiene poco respeto por la vida y, a veces usa sus poderes voluntariamente por despecho. Su única debilidad importante es la sal de roca que es conocida por su capacidad para derretir el hielo. De todos los Lunataks, Chilla es el más humanoide.
Ojo Rojo
Un Lunatak de la Luna Brumosa de Plun-Darr, esta bestia descomunal ha mejorado su visión, lo que le permite ver con infrarrojo e incluso detectar al ThunderCat Tigro cuando se hace invisible. Un fiel seguidor de la Luna, Ojo Rojo utiliza un disco giratorio (guardado en su pectoral blindado) para luchar contra sus enemigos. A veces es el ingeniero y piloto de la nave-base Luna Tumba.

#### Mumm-Rana
Es la contraparte opuesta de Mumm-Ra, el Inmortal. Ella reside en la Pirámide Blanca y se llama a los Espíritus Antiguos del bien. Ella también tiene la capacidad de transformar de su estado momificado a una forma de guerrero mucho más fuerte.

## Actores de voz
A pesar de su gran elenco de personajes, ThunderCats contó con un círculo reducido de actores de voz, solo seis actores que proporcionan las voces en toda la primera temporada. Cada actor realiza múltiples voces, aunque el tono barítono distintivo de Earle Hyman (Panthro), en muy contadas ocasiones, hizo voces de personajes invitados eventuales, en comparación a sus compañeros de reparto. En particular, como la única actriz de la primera temporada, Lynne Lipton (Chitara y Felina) quien interpretó los personajes femeninos que aparecieron en esa temporada. Sin embargo, el actor Bob McFadden proporcionaría la mayor cantidad de voces de los personajes invitados, con sus dos características principales diametralmente opuestas: la tímida y aguda voz de Snarf y la ruidosa y silbante voz de Reptilio. Pese a la introducción de un gran número de nuevos personajes regulares en la segunda temporada de la serie, se cuenta con tan dos nuevos actores. Gerrianne Raphael quien hizo la voz de Pumara, y fue capaz de dar voz a varios personajes de Lynne Lipton aliviando así la carga de esta última actriz.
El reparto completo es:
| Personaje                  | Actor original    | Actor de doblaje en Español de América                                                                                        |
| Protagonistas              |                   | |
| Jaga                       | Earl Hammond      | Federico Romano |
| León-O                     | Larry Kenney      | Víctor Trujillo (primera temporada) Bernardo Ezeta (segunda temporada y siguientes) Roberto Carrillo (León-O niño)            |
| Tigro                      | Peter Newman      | Gabriel Pingarrón |
| Chitara                    | Lynne Lipton      | Magdalena Leonel |
| Pantro                     | Earle Hyman       | Guillermo Coria (primera temporada) Bernardo Ezeta (algunos episodios) Rolando de Castro Sr. (segunda temporada y siguientes) |
| Felina                     | Lynne Lipton      | Socorro de la Campa |
| Felino                     | Peter Newman      | Armando Coria Ernesto Lezama (últimos episodios)                                                                              |
| Snarf                      | Bob McFadden      | Roberto Carrillo Ricardo Lezama (últimos episodios)                                                                           |
| BenGali                    | Peter Newman      | Roberto Carrillo |
| Pumara                     | Gerrianne Raphael | Alejandra Vegar |
| Linx-O                     | Doug Preis        | Ricardo Lezama |
| Antagonistas               |                   | |
| Mumm-Ra                    | Earl Hammond      | Antonio Monsell |
| Reptilio                   | Bob McFadden      | Eduardo Fonseca |
| Mandrilok                  | Peter Newman      | Macrosfilio Amílcar |
| Chacalom                   | Larry Kenney      | Ángel Casarín |
| Buitro                     | Earl Hammond      | Primera voz: ¿? Segunda voz: César Árias                                                                                      |
| Luna                       | Lynne Lipton      | Guadalupe Noel |
| Chilla                     | Gerrianne Raphael | Ada Morales |
| Alluro                     | Doug Preis        | Primera voz: Rolando de Castro Sr. Segunda voz: Rolando de Castro                                                             |
| Tug Mug                    | Bob McFadden      | Alfonso Obregón |
| Ojo Rojo                   | Earle Hyman       | Desconocido |
| Amok                       | Earl Hammond      | Desconocido |
| Personajes secundarios     |                   | |
| Narrador                   | Desconocido       | Federico Romano |
| Antiguos Espíritus del Mal | Earle Hyman       | Desconocido |
| Cu-Berbil                  | Earl Hammond      | Arturo Mercado Jr. |
| Willa                      | Lynne Lipton      | Queta Leonel |
| Nayda                      | Lynne Lipton      | Gabriela León |
| Mandora                    | Lynne Lipton      | Desconocido |
| Snarfer                    | Bob McFadden      | Roberto Carrillo |
| Modro                      | Desconocido       | Alfonso Obregón Inclán |
| Claudus                    | Desconocido       | Ricardo Lezama (capítulo: «Regreso a Thundera»)                                                                               |
| Bruja Cósmica              | Desconocido       | Guadalupe Noel (capítulo:«Prisión astral»)                                                                                    |
| Mumm-Rana                  | Desconocido       | Desconocido |
| Hachiman                   | Peter Newman      | Ricardo Lezama |
| Safari Joe                 | Desconocido       | Ricardo Lezama (un capítulo)                                                                                                  |
| Capitán Shiner             | Bob McFadden      | Jorge Fink |
| Robotren                   | Desconocido       | Guadalupe Noel (un capítulo)                                                                                                  |

## Temporadas
La primera temporada comprende 65 episodios, que para la época era una cantidad patrón de captítulos para las series de dibujos animados ya que permitía que la serie se emitiese de lunes a viernes durante trece semanas (una temporada completa de emisión). En 1986 la serie regresó como una película para televisión, titulada «ThunderCats-Ho!», que posteriormente fue transmitida en cinco partes, seguida por la repetición y rotación de la primera temporada. A partir de la segunda temporada en 1987, el programa adoptó un patrón de veinte episodios nuevos por período cada año. Cada etapa comienza con una miniserie de cinco partes en las que se establecen los nuevos conceptos y se presenta a los nuevos personajes que participan en los sucesos de la temporada. Sin embargo y por alguna razón, las guías afirman, erróneamete, que la serie se emitió en dos temporadas de 65 episodios cada una y que su última emisión fue en el año de 1986, a pesar de que las fechas de lanzamiento de cada episodio se ven claramente al final de los créditos como fechados entre 1985 y 1988.

## Otros medios

### Película animada
En 1985 se lanzó la película ThunderCats - OH: La película. La versión completa de la película fue lanzada en VHS en el Reino Unido pero no en Estados Unidos. Más tarde el film fue editado en los cinco episodios que finalmente condujeron a la temporada 2 (aunque esta temporada nunca fue emitida en el Reino Unido).

### Libros de historietas
Editorial WildStorm Productions, subsidiaria de DC Comics, en 2002 adquirió los derechos de ThunderCats para sacar una serie de libros de historietas al mercado, basada en los hechos posteriores al regreso de los ThunderCats a Nueva Thundera.
La primera serie de estas nuevas historietas se llama "Recuperando Thundera". Empieza donde terminó la serie, consta de cinco fascículos, en los cuales podemos ver a los ThunderCats tratando de reconstruir su hogar y reunir a todos los de su raza para formar de nuevo el planeta que un día fue su hogar.
La segunda serie se llama ThunderCats: el regreso, también de cinco números, a partir de esta edición la historia se vuelve más cruda y para el público adulto, ya que trata de alejarse del tono inocente de la serie, se trata de la reaparición de León-O, quien después de pasar un tiempo de entrenamiento en el Libro del Augurio nota que han pasado cinco años, y que, en su ausencia, Mumm-Ra y sus secuaces han hecho de las suyas y Nueva Thundera está bajo su control, los habitantes son esclavos, incluyendo a los ThunderCats. Esta esclavitud fue especialmente traumática y humillante para Chitara y Felina, esta última siendo convertida en la esclava de Mumm-Ra. Además de que se presenta la muerte de uno de los ThunderCats. Durante los siguientes números vemos cómo León-O encabeza una rebelión para rescatar su hogar.
La tercera y última serie que también consta de cinco números se titula «Perros de guerra». En ella aparece una raza de humanoides con características caninas, lo contrario de los ThunderCats, cuyo poder da lugar a la alianza entre León-O y Mumm-Ra. Vemos a León-O viejo y aparecen nuevos integrantes para los ThunderCats.
Además WildStorm sacó a la venta dos volúmenes especiales: «Orígenes: Héroes y Villanos» y «Orígenes: Villanos y Héroes» (nótese que el orden de las palabras «Villanos» y «Héroes» es distinto) en los cuales se muestran hechos que se supone sucedieron antes de que iniciara la serie, entre ellos el cómo obtuvo Mum-Ra sus poderes, el cómo obtuvo Chitara su velocidad, la creación de la Espada del Augurio, la historia de Thundera y otros.

### DVD
Toda la serie ha sido lanzada en un DVD, que reúne la primera temporada en dos cajas recopilatorias. Los restantes 65 episodios fueron repartidos en dos series de recopilaciones (equivocadamente etiquetadas como «Segunda temporada. Volumen 1» (Season 2, Volume 1) y «Segunda temporada. Volumen 2» (Season 2, Volume 2), colaborando con esto a esparcir en internet la idea errónea sobre la cantidad de temporadas que tuvo la serie en televisión). El volumen 1 de la primera temporada fue renombrado cuando se descubrió que la música incidental (o de fondo) no estaba presente en el episodio número dos. Una versión corregida fue lanzada en su reemplazo el 9 de agosto de 2005 y el volumen 2 el 6 de diciembre de 2005.
Warner Bros. Home Video lanzó la serie completa ThunderCats en una serie de volúmenes en el siguiente orden:
| Título             | Detalles de la caja         | Fechas de lanzamiento   | Fechas de lanzamiento | Características especiales |
| Título             | Detalles de la caja         | Región 1                | Región 2              | Características especiales |
| ------------------ | --------------------------- | ----------------------- | --------------------- | --- |
| Season 1: Volume 1 | - Discos: 3 - Episodios: 33 | 9 de agosto de 2005     | 15 de enero de 2007   | - «Feel the Magic, Hear the Roar: ThunderCats Fans Speak Out» [Siente la magia, oye el rugido: Hablan los fánticos de ThunderCats]: una pequeña entrevista en la que Wil Wheaton (de «Star Trek: The Next Generation» [Viaje a las estrellas: la nueva generación]) y otros fieles seguidores comparten sus recuerdos y apoyan a este clásico de la animación (7:04 minutos) |
| Season 1: Volume 2 | - Discos: 6 - Episodios: 32 | 6 de diciembre de 2005  | 13 de agosto de 2007  | - ThunderCats Ho! La elaboración de un fenómeno de la cultura pop: El productor ejecutivo Arthur Rankin Jr. comparte los secretos de la serie |
| Season 2: Volume 1 | - Discos: 6 - Episodios: 34 | 18 de abril de 2006     | 14 de abril de 2008   | Desconocido |
| Season 2: Volume 2 | - Discos: 6 - Episodios: 31 | 28 de noviembre de 2006 | 2 de junio de 2008    | Desconocido |
| Season 1: Part 1   | - Discos: 2 - Episodios: 12 | 12 de julio de 2011     | Desconocido           | - «Feel the Magic, Hear the Roar: ThunderCats Fans Speak Out» [Siente la magia, oye el rugido: Hablan los fánticos de ThunderCats] |
| Season 1: Part 2   | Desconocido                 | Desconocido             | Desconocido           | Desconocido |

### Videojuegos
El primer juego de video hecho fue ThunderCats: El ojo perdido de Thundera de desplazamiento lateral en 1987.

## Mercancías

### Figuras de acción, estatuas y otras mercancías
La LJN produjo las figuras de acción de ThunderCats desde 1984 hasta 1987. La línea ThunderCats se basa en la serie de dibujos animados que fue creada en 1982. Debido a las dificultades, no saldría al aire hasta 1985. Cada figura de acción tenía algún tipo de movimiento, además incluía un láser lumínico que interactuaba con El Cubil Felino, algunas figuras y algunos accesorios. Los ojos de León-O y de Mumm-Ra se iluminaban cuando se presionaba en una ranura en la espalda de la figura, un llavero especial activado por pilas. Algunas figuras en PVC fueron empacadas como acompañantes en 1986: Felino con Tigro, Chitara con Felina, Snarf con León-O y Ma-Mutt con Mumm-Ra. Estas figuras en PVC también se produjeron articuladas y a tamaño completo.
También se produjeron unas pocas figuras alternativas como la de Tigro joven y una versión de Ratar-O con las dagas con ojos plateados. También hay algunas ligeras variaciones en el color del pelo de León-O, como las versiones de pelirrojo y pelinaranja.

## Otras Apariciones
- (2021) Los Thundercats y otros personajes de Warner Bros salen en Space Jam: Una Nueva Era como parte del público.